# Północne delta Akwarydy
Północne delta Akwarydy (NDA) – rój meteorów aktywny od 15 lipca do 25 sierpnia. Jego radiant znajduje się w gwiazdozbiorze Wodnika. Maksimum roju przypada na 8 sierpnia, jego aktywność jest określana jako średnia, a obfitość roju wynosi cztery meteory/h. Prędkość w atmosferze meteorów tego roju jest średnia (42 km/s).
Północne delta Akwarydy wchodzą w skład tzw. kompleksu Akwarydów – Kaprikornidów. Tworzy go kilka rojów z radiantami umiejscowionymi w gwiazdozbiorach Wodnika i Koziorożca: niewidoczne w Polsce Piscis Austrinidy (PAU) oraz Południowe delta Akwarydy (SDA), alfa Kaprikornidy (CAP), Południowe jota Akwarydy (SIA), Północne delta Akwarydy (NDA) i Północne jota Akwarydy (NIA) – według kolejności występowania.
Od roku 2007 Międzynarodowa Organizacja Meteorowa wykreśliła Północne delta Akwarydy i większość innych rojów ekliptycznych, zastępując je jednym, trwającym prawie przez cały rok, rojem Antyhelion (ANT).